# Avril 1827

## Événements
- 10 avril - 8 août : ministère tory de George Canning, Premier ministre du Royaume-Uni.
- 11 avril : l'Assemblée nationale de Trézène désigne Ioánnis Kapodístrias Κυβερνήτης (Gouverneur de la Grèce). La direction des armées est confiée aux Britanniques, ce qui mécontente les chefs militaires patriotes Yánnis Makriyánnis et Yeóryios Karaïskákis.
- 13 avril : mort de l’explorateur britannique Hugh Clapperton, à Sokoto où il était reçu par Mohammed Bello.
- 29 avril, France : Villèle est conspué par la garde nationale et construction du Pont de Grenelle.
- 30 avril : incident diplomatique à Alger. Le dey soufflette avec son éventail le consul de France Deval. L’épisode, qui entraîne la rupture avec la France, fait suite à des intrigues financières menées par Deval avec les argentiers du dey, les Bacri-Busnach. Charles X décrète le blocus d'Alger.

## Naissances
- 2 avril : William Holman Hunt, peintre britannique († 7 septembre 1910).
- 5 avril : Joseph Lister (mort en 1912), chirurgien britannique.
- 8 avril : Ramón Emeterio Betances, indépendantiste portoricain († 16 avril 2023).
- 10 avril : Lewis Wallace, écrivain († 15 février 1905).
- 18 avril : Léon Belly, peintre et orientaliste français († 24 mars 1877).
- 21 avril : Heinrich Limpricht (mort en 1909), chimiste allemand.

## Décès
- 2 avril : Ludwig Heinrich Bojanus, médecin et naturaliste allemand (° 1776).
- 3 avril : Ernst Chladni (né en 1756), physicien allemand, fondateur de l'acoustique moderne.
- 21 avril : Thomas Rowlandson, caricaturiste britannique (° 1756).